# Повіт Сімо-Хей
Пові́т Сімо́-Хе́й (яп. 下閉伊郡, しもへいぐん, МФА: [ɕimo hei̯ guɴ]) — повіт в префектурі Івате, Японія.